# Pilopogon puiggarii
Pilopogon puiggarii là một loài Rêu trong họ Dicranaceae. Loài này được (Geh. & Hampe) Broth. miêu tả khoa học đầu tiên năm 1901.